# Аттума
Аттума (англ. Attuma) — суперзлодей издательства Marvel Comics. Он является военачальником атлантов, а также заклятым врагом супергероя Нэмора и отцом супергероини Андромеды.

## История публикаций
Аттума был создан сценаристом Стэном Ли и художником Джеком Кирби и впервые появился в Fantastic Four #33 (Декабрь, 1964).

## Биография
Аттума был рожден в племени варварских атлантов, которые были изгнаны из Атлантиды. По неизвестным причинам Аттума родился с большой силой, выносливостью и скоростью, превышающими способности обычного атланта. Аттума быстро стал лидером своего племени и объявил, что он завоюет Атлантиду, как гласит древнее пророчество. У Аттумы есть внебрачная дочь Андромеда от Леди Гелы, но он был разочарован, когда узнал что его единственный ребёнок девушка. Он же хотел, чтобы его наследником стал сын и проигнорировал Андромеду, которая присоединится к армии Атлантиды.
Аттума собрал свое войско и напал на Атлантиду, но был побежден Нэмором и его союзниками Фантастической четвёркой. Аттума и его войска были вновь высланы из Атлантиды. За эти годы Аттума был в состоянии войны с Атлантидой и с поверхностным миром. Он разработал особое оружие, с которым он вторгается на поверхностный мир, но в итоге был побеждён Железным человеком. Аттума был среди злодеев, собранных Доктором Думом, использующим устройство управления сознанием в одной из своих попыток уничтожить Фантастическую четвёрку.
Он создал приливные волны в другой попытке вторжения в поверхностном мире, и на этот раз он был побеждён Мстителями. Аттума поработил кочевых Атлантиан после разрушения Атлантиды. После того, как Атлантида была восстановлена, Аттума сделал попытку еще одного вторжения во время свадьбы Нэмора и леди Дормы. Аттума объединился с Красным призраком, и использовал морских существ, которые находились по контролем его разума в другом предпринятой попытке завоевании поверхностного мира, однако был побежден Защитниками. С Доктором Доркасом и Тигровой акулой, Аттума вторгся на Гидро-базу, но тогда был побеждён объединившимися в команду Нэмором и Доктором Думом. Затем Аттума поработил Мстителей, чтобы использовать их против Нэмора, но неумышленно спровоцировал сражение между Мстителями и Доктором Думом. Аттума был побежден Нэмором, Думом и Мстителями.
Когда правящий Совет Атлантиды попросил, чтобы принц Нэмор отрёкся от престола и покинул Атлантиду, Аттума и его люди были наняты в качестве наёмников, чтобы положить конец гражданской войне атлантов. Несколько знатных атлантов боролись за трон, но Аттума занял трон первым и стал новым правителем Атлантиды. Его правление не было популярным, хотя Аттума и похитил Маррину Смолвуд, новую жену Нэмора, чтобы опустить Нэмора в глазах атлантов. Нэмор, с помощью различных супергероев включая Отряд Альфа и Мстителей, освободил Маррину и сразился против Аттумы. Аттума закончил сражение, когда он понял, что Нэмор был счастлив с Марриной и не хотел возвращаться в Атлантиду. Он поклялся мстить супергероям, которые сплотились против него и он присоединился к Смертельному Легиону, группе суперзлодеев, вскоре после этого. Впоследствии Аттума возвратился в Атлантиду. Во время событий The Evolutionary War Аттума объединил усилия с лемурианцами и запасными Мстителями против Верховного Эволюционера.
В кроссовере Atlantis Attacks Аттума вступил в союз с командой Гаура и его девиантами и Лирой и её лемурианцами против человечества. Он сражался против Железного-человека и Нэмора, и затем узнал, что супергероиня Андромеда является его дочерью. Аттума мобилизовал свои войска для нападения на США. Он похитил Джин Грей согласно плану Гаура. Аттума тогда наконец встретил свою дочь Андромеду снова, которая теперь возглавила группу могучих мятежников против него. Аттума сражался со своей дочерью и победил ее в бою. Гаур и Лира обманули его, хотя и в то время как Аттума напал на поверхностный мир, сражаясь против Человека-паука и Фантастической четверки, Гаур и Лира напали на Атлантиду и убили значительную часть населения. Услышав о разрушении Атлантиды, Аттума впал в оцепенение. Аттума был подвергнут судебному преследованию, но он вернулся в Атлантиду.
Вскоре после этого Аттума ненадолго потерял контроль над Атлантидой, и Нэмор возвратился на трон, но Аттума возвратил трон Атлантиды обратно. Аттума сформировал группу Глубокая Шестерка, чтобы защитить Атлантиду от Нэмора и Защитников. Хотя превзойдя численностью, Защитники перехитрили Аттуму, и Нэмор взял обратно Атлантиду.
Аттума возвратился к своим варварским войскам и предпринял другие попытки завоевать Атлантиду и поверхностный мир, но без какого-то успеха. Одна такая попытка была предпринята после того, как Аттума воссоединился со своими Варварскими ордами и силами футуристического завоевателя Канга. Его армии выбрали Канаду как свой пункт вторжения; однако, они были побеждены Мстителями.
Аттума напал на Нью-Йорк вместе с подводным войском еще раз. Ему противостоял Часовой, но прежде чем Аттума мог закончить хвастаться о своих планах, Часовой обезглавил его.

### Тёмное правление
Во время сюжетной линии Dark Reign Аттума был воскрешён Виктором фон Думом, который прикрепил его голову обратно к телу. Тогда же Аттума поклялся раз и навсегда уничтожить Нэмора.

### Страх во плоти
Во время сюжетной линии Fear Itself Молот Достойных превратил его в Неркодда - Крушителя Океанов. В попытках завоевать Ванкувер он столкнулся с Отрядом Альфа и потерпел поражение. Вскоре после этого он отправился в Атлантиду, чтобы свергнуть Нэмора и стать новым королём.

### Marvel NOW!
Во время событий Marvel NOW! Аттума случайно нашел и открыл тайны из потерянного города Лемурия, используя их, чтобы напасть на несколько мест на земле. Щ.И.Т. тогда послал Халка, чтобы тот разобрался с ним.
В воспоминаниях Нары, её родители были слугами Аттумы, которые изображали из себя Королевских Охранников Нэмора.

### All-New, All-Different Marvel
Во время событий All-New, All-Different Marvel Аттума находился в Атлантиде в тот момент, когда Верховный Эскадрон напал на неё в ответ на разрушение Нэмором и Кабалой других миров. Аттума был убит Могучей принцессой.

## Силы и способности
Аттума обладает различными сверхчеловеческими способностями, характерными для атлантов. Тем не менее, его сила, выносливость, сопротивление телесному повреждению и плавающая скорость намного выше, чем у большинства его соплеменников. Как большая часть атлантов, Аттума не мог выжить без воды больше 10 минут без помощи механических устройств или определённых химикатов. Его выносливость, ловкость и рефлексы также уменьшаются, когда он выходит из воды. Как все атланты, он может ясно видеть в тёмных глубинах океана.
После некоторых генетических и хирургических улучшений после его восстановления Виктором Фон Думом его сила была увеличена, и он сравнялся с Нэмором, а также получил способность находиться на земле без посторонней помощи.
Аттума является квалифицированным могучим воином, обученным в использовании различного вида оружия. Он - опытный рукопашный боец, особенно под водой, достигший мастерства в использовании большей части оружия атлантов. Он обычно предпочитает свой трёхсторонний железный меч, но у него также есть доступ к продвинутому вооружению.

## Альтернативные версии

### Marvel Zombies
Во вселенной Marvel Zombies Аттума, который подвергся воздействию зомби-вируса, вместе с Нэмором атаковал Существо.

## Вне комиксов

### Телевидение
- Пол Солс озвучил Аттуму в мультсериале «Супергерои Marvel» 1966 года, в сегменте Нэмора.
- В мультсериале «Фантастическая четвёрка» 1967 года Аттуму озвучил Генри Корден.
- Аттума появляется в мультсериале «Мстители. Всегда вместе» 2004 года, озвученный Филипом Акином.
- В мультсериале «Фантастическая четвёрка: Величайшие герои мира» 2006 года Атумму озвучил Марк Ачесон.
- Аттума появляется в мультсериале «Мстители, общий сбор!», где его озвучил Дуайт Шульц.
- Шульц повторил роль Аттумы в мультсериале «Совершенный Человек-паук».

### Кинематографическая вселенная Marvel
Аттума появился в фильме «Чёрная пантера: Ваканда навеки» (2022), действие которого разворачивается в рамках «Кинематографической вселенной Marvel», где его сыграл Алекс Ливиналли. Здесь он представлен как талоканский воин и верный подданный Нэмора, который сражается с Окойе из Дора Миладже.

### Видеоигры
- Аттума является одним из боссов игры Fantastic Four 1997 года для PlayStation.
- В игре Marvel: Ultimate Alliance Аттуму озвучил Грегг Бергер. Здесь он является членом Повелителей зла Доктора Дума. При помощи прибора, данного ему Думом, он подчиняет умы атлантов, за исключением Нэмора и Нэмориты. Наряду с Тигровой акулой, он противостоит героям.
- В игре Lego Marvel Super Heroes 2 Аттума является одним из финальных боссов и играбельным персонажем.